# Óbarok
Óbarok is een plaats (község) en gemeente in het Hongaarse comitaat Fejér. Óbarok telt 796 inwoners (2001).